# Конами
„Konami“ (на японски: コナミ) е японска компания, разработчик и издател на видеоигри.
Основана през 1969 г. в Осака, Япония от Кагемаса Козуки, днес компанията е разположена в столицата Токио.
Konami създава стотици видеоигри, сред които няколко за „Teenage Mutant Ninja Turtles“, „Gradius“, „Biker mice from Mars“ („Мишки рокери от Марс“) и „Contra“. Най-голяма популярност на компанията носят поредиците „Metal Gear“, „Silent Hill“, „Castlevania“ и „Pro Evolution Soccer“.